# دیه
دیه، دیه یا خون‌بها از قوانین اسلام است و بر اساس تعاریف فقهی، مال یا پولی است که به سبب کشتن انسان یا نقص عضو به کسی که صدمه دیده‌است یا به بازماندگان او پرداخت می‌شود. در تعریف حقوقی دیه کیفر نقدی است که از مجرم به نفع مجنی‌علیه یا قائم مقام او گرفته شود. میزان دیه از سوی شارع (دادگاه) برای جنایت تعیین شده‌است. میزان دیه در دین اسلام برای مرد و زن مسلمان و مردان و زنان سایر دین‌های آسمانی متفاوت است. چهار ماه قمری ذی القعده، ذی‌الحجه، محرم و رجب ماه‌های حرام هستند. در این چهار ماه -به‌جز برای دفاع- جنگ کنار گذاشته می‌شود و دیه افزایش و این افزایش صرفاً نسبت به دیه فوت است و نسبت به دیه اعضای بدن همان هست که شرع تعیین نموده و شامل تغلیظ دیه حتی اگر چندین برابر دیه فوت باشد نمی‌گردد. هدف از این کار ایجاد امنیت برای افرادی است که می‌خواهند به حج بروند یا تجارت کنند و به سلامت به شهر خود برگردند. این سنت، از قبل از اسلام به جا مانده‌است.

## دیه در اسلام
در قرآن، آیه ۹۲ سورهٔ نساء درمورد خون‌بها و دیهٔ مؤمنین بحث می‌کند ولی میزان و مبلغ دیه و تفاوت دیه زن و مرد مشخص نشده‌است.
بر اساس نظر فقهای اسلام، میزان دیه یک مرد مسلمان، بر اساس یکی از این شش معیار تعیین می‌شود: ۱۰۰۰ گوسفند، ۲۰۰ گاو، ۱۰۰ شتر، ۲۰۰ دست حله یمنی، ۱۰۰۰ دینار طلا، یا ۱۰۰۰۰ درهم نقره.

### تفاوت دیهٔ زن و مرد
در فقه دیه به دو قسمت کلی، یعنی دیه فوت و دیه اعضای بدن، تقسیم شده‌است. از آنجایی که برخی روایات بر نابرابری جنسیتی دیه دلالت دارند، اکثر فقها بر نصف بودن دیه قتل زن نسبت به مرد اجماع دارند.
فقهای اهل سنت نیز عموماً همین نظر را دارند و آن را به عنوان یک امر مورد اتفاق نقل کرده‌اند. عبدالقادر عوده در کتاب التشریع الجنائی می‌گوید: «فقها بر این امر اتفاق دارند که دیه زن نصف دیه مرد است». البته قصاص و دیهٔ عضو در فقه یکسان شمرده شده‌است.
این حکم معمولاً چنین توجیه می‌شود که نبود یک مرد در خانواده از نظر اقتصادی زیان‌بارتر از نبود یک زن است. در توجیه این نابرابری گفته می‌شود که در هنگامی که مردی کشته شود دیه به خانواده از جمله همسر مرد تعلق می‌گیرد، و به عبارتی دیه، نه به منزلهٔ قیمت افراد، بلکه جریمه و جبران خسارتی مالی است. یکی از نقدهای وارده به این استدلال این است که یک زن ممکن است سرپرست خانوار باشد.
گروهی سندیت روایات را به دلیل آنچه عدم وثوق برخی راویان و مغایرت با احکام مندرج در قرآن می‌نامند، زیر سؤال می‌برند. یوسف صانعی مرجع تقلید شیعه از معدود فقهایی است که دیهٔ فوت زن و مرد را یکسان می‌داند.
ارث و دیه زن همیشه نصف مرد نیست، بلکه در برخی موارد مساوی مرد و در برخی موارد نیز بیشتر از مرد است.

### دیه در ایران
در فقه اسلام که مبنای قانون مجازات اسلامی در ایران است، دیه به قتل یا جرح غیرعمدی تعلق می‌گیرد ولی در صورت عمد هم ممکن است ولی دم یا مجنی‌علیه از قصاص بگذرد و به گرفتن دیه راضی شود که در این صورت قصاص به دیه تبدیل می‌شود. «قتل عمد موجب قصاص است لکن با رضایت ولی دم و قاتل به مقدار دیه کامله یا کمتر یا زیادتر از آن تبدیل می‌شود».
پرداخت دیه بر عهدهٔ فرد مقصر است و اگر وی فوت نموده باشد از ماترک وی پرداخت می‌شود. بر اساس مواد 304 تا 315 قانون اساسی جمهوری اسلامی ایران، در قتل عمد و غیرعمد، مسئول پرداخت دیه شخص قاتل است. البته امروزه در صورتی که تصادف با خودرو صورت گیرد پرداخت دیه برعهده شرکت‌های بیمه‌گر می‌باشد. همچنین بر اساس مواد 304 تا 315، در صورتیکه قاتل فرار کند، دیه از اموال او پرداخت می شود و در صورتیکه بستگانی نداشت یا تمکن مالی برای پرداخت دیه نداشت، دیه مقتول از بیت المال پرداخت می شود.
همچنین در مواردی پرداخت دیه کشته‌شدگان را حکومت جمهوری اسلامی ایران بر عهده می‌گیرد از جمله در زمانی‌که شخص یا اشخاصی در اثر ازدحام کشته/زخمی‌شوند یا جسد مقتولی در خیابان و اماکن عمومی پیدا شود و نتوان این قتل را به کسی نسبت داد، دیه از بیت‌المال پرداخت می‌شود و فرقی نمی‌کند متوفی بر اثر قتل عمد کشته شده باشد یا قتل غیرعمد. (مثل حادثه رانندگی) در حالتی که مراجع انتظامی قتل را عمد تشخیص دهند، اگر مقصر یا قاتل در نزد مراجع قضایی شناخته نشود، ورثه دیه شخص را از دولت دریافت می‌کنند؛ یا اگر قاتل پس از مرگش شناسایی شود، پس از مرگ قصاص به دیه تبدیل شده که باید از اموال برجای مانده از وی پرداخت شود و اگر مالی نداشته باشد از اموال نزدیکترین خویشاوندان وی و اگر خویشاوندی نداشت یا آن‌ها استطاعت پرداخت آن را نداشتند، (اعسار آن‌ها ثابت شد) حکومت پرداخت آن را به دولت واگذار می‌نماید.
در مواردی که پس از پرداخت دیه از جانب دولت، قاتل شناسایی شود، موظف است دیه را به بیت‌المال برگرداند. این حکم شامل عابران پیاده‌ای که از محل ممنوع عبور افراد پیاده در خیابان‌ها و اتوبان‌ها عبور می‌کنند و با خودروی دارای سرعت مجاز برخورد کرده و کشته می‌شوند و راننده حاضر یا متواری شده‌است، نمی‌باشد و دیه‌ای به خانواده این گروه از مقتولین تعلق نمی‌گیرد. در موارد دیگر پرداخت دیه از بیت‌المال، مواردی خواهدبود که موضوع حکم، مشمول مقررات «مواد ۲۳۶، ۲۵۵، ۲۶۰، ۳۱۲، ۳۱۳ و ۳۳۲ و تبصره ماده ۲۴۴ قانون مجازات اسلامی» و «ماده ۱۳ قانون به‌کارگیری سلاح توسط مأمورین نیروهای مسلح در موارد ضروری» است.
طبق قوانین ایران، بیمه در کلیهٔ حوادث و جنایات منتج به فوت یا جرح، دیهٔ زن و مرد را باید یکسان درنظر بگیرد. در این قانون معادل تفاوت دیهٔ زنان با مردان از محل صندوق تأمین خسارت‌های بدنی پرداخت می‌شود. تا پیش از این حکم، این رای فقط در مورد سوانح رانندگی اجرا می‌شد.

#### مبلغ دیه
نرخ دیه هرساله توسط کارشناسان محاسبه و در اختیار قوه قضائیه جمهوری اسلامی ایران قرار می‌گیرد تا اعلام رسمی و به اجرا درآید. در جدول زیر نرخ دیه از سال ۱۳۷۴ تا کنون و مقایسهٔ آن با نرخ تورم سالیانه که از جانب بانک مرکزی ایران اعلام می‌شود، فهرست شده‌است.
| سالشمار (هجری خورشیدی) | نرخ دیه عادی برحسب میلیون تومان | نرخ دیه ماه حرام برحسب میلیون تومان | افزایش نسبت به سال قبل برحسب درصد | نرخ تورم سالیانه برحسب درصد |
| ---------------------- | ------------------------------- | ----------------------------------- | --------------------------------- | --------------------------- |
| ۱۳۷۴                   | ۳٫۶                             | ۴٫۸                                 | -                                 | ۴۹٫۴                        |
| ۱۳۷۵                   | ۴٫۱                             | ۵٫۵                                 | ۱۵٫۹۷                             | ۲۳٫۲                        |
| ۱۳۷۶                   | ۴٫۸                             | ۶٫۴                                 | ۱۴٫۹۷                             | ۱۷٫۳                        |
| ۱۳۷۷                   | ۵٫۶                             | ۷٫۴                                 | ۱۶٫۶۷                             | ۱۸٫۱                        |
| ۱۳۷۸                   | ۶٫۱                             | ۸٫۱                                 | ۸٫۹۳                              | ۲۰٫۱                        |
| ۱۳۷۹                   | ۶٫۴                             | ۸٫۵                                 | ۴٫۹۳                              | ۱۲٫۶                        |
| ۱۳۸۰                   | ۱۰                              | ۱۳٫۳                                | ۵۶٫۲۵                             | ۱۱٫۴                        |
| ۱۳۸۱                   | ۱۵                              | ۲۰                                  | ۵۰                                | ۱۵٫۸                        |
| ۱۳۸۲                   | ۱۸                              | ۲۴                                  | ۲۰                                | ۱۵٫۶                        |
| ۱۳۸۳                   | ۲۲                              | ۲۹٫۳۳                               | ۲۲                                | ۱۵٫۲                        |
| ۱۳۸۴                   | ۲۵                              | ۳۳٫۳۳                               | ۱۳٫۶۴                             | ۱۰٫۴                        |
| ۱۳۸۵                   | ۲۶٫۲۵                           | ۳۵                                  | ۵                                 | ۱۱٫۹                        |
| ۱۳۸۶                   | ۳۵                              | ۴۶٫۶۶۶                              | ۳۳٫۳۳                             | ۱۸٫۴                        |
| ۱۳۸۷                   | ۴۰                              | ۵۳٫۳                                | ۱۴٫۲۹                             | ۲۵٫۴                        |
| ۱۳۸۸                   | ۴۰                              | ۵۳٫۳                                | ۰                                 | ۱۰٫۸                        |
| ۱۳۸۹                   | ۴۵                              | ۶۰                                  | ۱۲٫۵                              | ۱۲٫۴                        |
| ۱۳۹۰                   | ۶۷                              | ۹۰                                  | ۵۰                                | ۲۱٫۵                        |
| ۱۳۹۱                   | ۹۴                              | ۱۲۶                                 | ۴۳٫۳                              | ۳۰٫۴                        |
| ۱۳۹۲                   | ۱۱۳                             | ۱۵۲                                 | ۲۰                                | ۳۴٫۷                        |
| ۱۳۹۳                   | ۱۵۰                             | ۲۰۰                                 | ۳۲٫۷                              | ۱۵٫۶                        |
| ۱۳۹۴                   | ۱۶۵                             | ۲۲۰                                 | ۱۰                                | ۱۱٫۹                        |
| ۱۳۹۵                   | ۱۹۰                             | ۲۵۳٫۳                               | ۱۵٫۱۵                             | ۹                           |
| ۱۳۹۶                   | ۲۱۰                             | ۲۸۰                                 | ۱۰٫۵                              | ۹٫۶                         |
| ۱۳۹۷                   | ۲۳۱                             | ۳۰۸                                 | ۱۰                                | ۳۱٫۲                        |
| ۱۳۹۸                   | ۲۷۰                             | ۳۶۰                                 | ۱۶٫۸                              | ۴۱٫۲                        |
| ۱۳۹۹                   | ۳۳۰                             | ۴۴۰                                 | ۲۲٫۲                              |                             |
| ۱۴۰۰                   | ۴۸۰                             | ۵۶۰                                 | ۲۷٫۳                              |                             |
| ۱۴۰۱                   | ۶۰۰                             | 800                                 |                                   |                             |
| 1402                   | 900                             | 1200                                |                                   |                             |
| 1403                   | 1200                            | 1600                                |                                   |                             |

این در حالیست که با توجه به قیمت گوسفند حدود ۲ میلیون تومان در مهر ۱۳۹۹ و با در نظر گرفتن ۱۰۰۰ گوسفند به عنوان مبلغ دیه، مبلغ دیه می‌بایست حدود دو میلیارد تومان باشد.

## دیه و ارش: تفاوت‌ها و کاربردها در جبران خسارت‌های بدنی
در نظام حقوقی ایران، برای جبران خسارت‌های بدنی ناشی از جرایم، دو مفهوم کلیدی دیه و ارش مطرح هستند. این دو، اگرچه هر دو به منظور جبران خسارت مالی به آسیب‌دیده پرداخت می‌شوند، اما تفاوت‌های ماهوی و قانونی مهمی با یکدیگر دارند. درک این تفاوت‌ها برای هر فردی که با پرونده‌های مربوط به آسیب‌های بدنی سروکار دارد، ضروری است.

### دیه: جبران خسارت مقدر در شرع و قانون
دیه به مبلغ یا مقدار مالی گفته می‌شود که در شرع اسلام و به تبع آن در قوانین جمهوری اسلامی ایران، برای انواع خاصی از صدمات بدنی و یا از بین رفتن جان، به طور دقیق مشخص و تعیین شده است. این مقادیر، ثابت و از پیش تعیین شده‌اند و قاضی در تعیین میزان آن اختیاری ندارد. دیه در سه دسته اصلی جای می‌گیرد:
- 1. دیه عمد: این نوع دیه، زمانی مطرح می‌شود که آسیب بدنی یا از بین رفتن جان، با قصد و اختیار مرتکب صورت گرفته باشد. در چنین مواردی، حکم اولیه شرعی و قانونی، حق قصاص برای فرد آسیب‌دیده یا اولیای دم اوست. با این حال، قانون این حق را برای آسیب‌دیده یا اولیای دم قائل شده است که از حق قصاص خود چشم‌پوشی کرده و در ازای آن، دیه دریافت نمایند. مبلغ دیه در این حالت، همان دیه مقرر در قانون است.
- 2. دیه شبه عمد: دیه شبه عمد در شرایطی محقق می‌شود که مرتکب، قصد انجام عمل منجر به آسیب را داشته، اما قصد ارتکاب خود جنایت (آسیب یا قتل) را نداشته است. به عبارت دیگر، فرد می‌خواسته فعلی را انجام دهد که به طور عادی کشنده یا آسیب‌زننده نیست، اما به دلایلی (مانند بی‌احتیاطی یا مهارت نداشتن)، آن عمل منجر به وقوع آسیب یا فوت شده است. در اینجا قصاص مطرح نیست و تنها دیه به مجنی‌علیه یا اولیای دم تعلق می‌گیرد.
- 3. دیه خطای محض: دیه خطای محض در حالتی است که نه تنها مرتکب قصد ارتکاب جنایت را نداشته، بلکه قصد انجام کار منجر به آن خسارت را نیز نداشته است. این نوع آسیب‌ها اغلب ناشی از حوادث ناخواسته و بدون هیچ‌گونه قصد قبلی یا حتی بی‌احتیاطی موثر است. به عنوان مثال، اگر فردی بدون اراده و به دلیل لغزش، سقوط کند و به دیگری آسیب برساند، این واقعه می‌تواند مشمول خطای محض باشد. در این موارد نیز حکم قصاص مطرح نیست و فقط دیه پرداخت می‌شود.

### ارش: جبران خسارت نامقدر
در مقابل دیه که مبلغ آن از پیش تعیین شده است، ارش به خسارتی گفته می‌شود که به اعضای بدن وارد شده، اما میزان و مقدار آن به صراحت در شرع یا قوانین موضوعه تعیین نگردیده‌است. به همین دلیل، ارش را "دیه غیرمقدر" نیز می‌نامند.
تعیین میزان ارش، برخلاف دیه، تابع یک فرمول ثابت نیست و با توجه به معیارهای خاصی صورت می‌گیرد. این معیارها عبارتند از:
- نوع و کیفیت آسیب وارده: ماهیت و شدت صدمه‌ای که به عضو بدن وارد شده است.
- بررسی با در نظر گرفتن دیه همان عضو (در صورت وجود مقدر): اگرچه خود آن آسیب خاص دیه مقدر ندارد، اما گاهی برای تخمین ارش، آن را با نزدیک‌ترین عضو دارای دیه مقایسه می‌کنند.
- نظر کارشناس (پزشکی قانونی): مهم‌ترین عامل در تعیین ارش، نظر کارشناس پزشکی قانونی است که میزان آسیب را از جنبه‌های مختلف بررسی کرده و درصدی از دیه کامل را به عنوان ارش پیشنهاد می‌دهد. قاضی با لحاظ این نظر کارشناسی و سایر قرائن، میزان نهایی ارش را تعیین می‌کند